# Zbigniew Małachowski
Zbigniew Małachowski (ur. 4 stycznia 1964 w Obornikach) – polski piłkarz grający na pozycji obrońcy.

## Kariera piłkarska
Grał w Wełnie Rogoźno, Wielimiu Szczecinek, Górniku Wałbrzych, Warcie Poznań, Amice Wronki, Dyskobolii Grodzisk Wielkopolski, a także w KP Konin.
W polskiej I lidze rozegrał 201 meczów (80 w Górniku, 118 w Amice i 3 w Dyskobolii) i zdobył 7 bramek (3 w Górniku i 4 w Amice).

## Sukcesy
Amica Wronki:
- Puchar Polski: 1997/1998 i 1998/1999
- Superpuchar Polski: 1999